# Cesare Franchini (calciatore 1909)
Cesare Franchini, detto Cesarino (Modena, 17 novembre 1909 – Castelnuovo Rangone, 10 febbraio 1985), è stato un calciatore italiano, di ruolo attaccante.

## Carriera
Cresciuto nel Modena, giocò in prestito militare con il Padova in Serie B nella stagione 1930-1931, disputando in totale 12 partite e segnando 4 gol. Debuttò il 9 novembre 1930 nella partita Padova-Parma (2-2). Giocò la sua ultima partita con i biancoscudati il 28 giugno 1931 in Lucchese-Padova (3-3).
Tornato al Modena, giocò sei partite in Serie A nella stagione 1931-1932, debuttando il 22 novembre 1931 in Milan-Modena (5-0), e 64 in Serie B tra il 1932 e il 1936, segnando 12 reti.
Successivamente militò nel Carpi in Serie C (per due stagioni), nel Giulianova e nel Legnano.